# 檜枝岐村

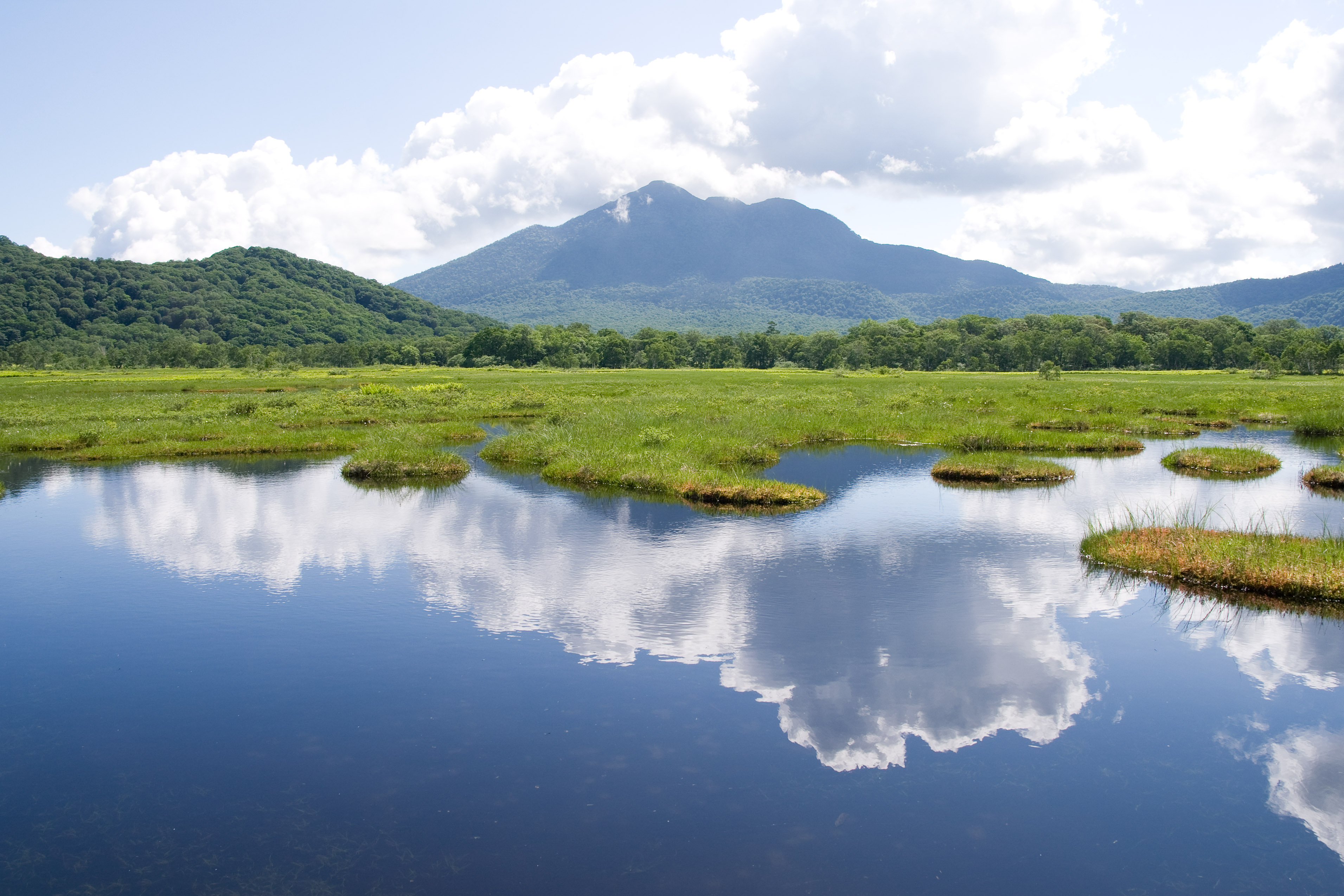

檜枝岐村（日语：／ Hinoemata mura */?）是位于福島縣南会津郡的一村。1889年4月1日成立。

## 簡介
在日本進入高度經濟成長期之前，當地的燒畑是夏季的獨特景象，居民以採集山菜為主要收入來源，同時也從事木器加工和狩獵。據稱，「星」姓氏與平安遷都後因權力鬥爭失敗，隱居於此的藤原氏的後代有關；「平野」姓氏則與源平合戰中戰敗的平家後代有關相連；而「橘」姓氏則被認為源自於被織田信長追捕的伊勢治田城主楠木正具（七郎左衛門）的家族。
本村四面環繞著高山，自1960年代興建水壩開發和1970年代尾瀨地區發展觀光後，從1980年代起農戶開始轉型經營民宿。隨著1986年（昭和61年）野岩線開通，開始連結東京淺草的振興計畫，本地也發展成為觀光景點。1979年當地房屋的屋頂統一漆成鏽紅色。山人料理、每年舉辦三次的檜枝岐歌舞伎以及滑雪場也吸引了眾多遊客前來。山人料理以利用山村特有的食材製成鍋物料理而聞名，食材包括山菜、菇類、岩魚等河魚、熊、兔子、鴨等肉類、豆腐以及刀切蕎麥麵等。特別的料理還有炸箱根山椒魚和用辣椒醃製的「山人漬」。

## 旅遊景點
- 奧只見水庫
- 三條瀑布（英语：Sanjō Falls）
- 武田久吉紀念館

1. ↑  『日本の地誌4 東北』488頁
2. ↑  . 『日本経済新聞』夕刊（食ナビ）. 2017年2月28日  [2025年5月26日]. （原始内容存档于2023年6月30日）.